# Weiße Rose Hamburg
Weiße Rose Hamburg is de na 1945 door het onderzoek gebruikte benaming van een tegen het nationaalsocialisme gerichte verzetsgroep in Hamburg. Onder het begrip worden meerdere vrienden- en gezinskringen samengevat die, deels sinds 1936, oppositioneel tegen het nationaalsocialisme stonden en vanaf 1942 geïnspireerd door daden van de Weiße Rose in München en hun vervolg tegen het nationaalsocialistische regime en de Tweede Wereldoorlog ageerden. Hoewel veel deelnemers tot oudere generaties behoorden, wordt de groep als jongeren- en studentengroep ingedeeld. Er waren hier en daar persoonlijke contacten met andere verzetsgroepen uit Hamburg, maar een samenwerking kwam niet tot stand.
Tussen 1943 en 1944 arresteerde de Gestapo meer dan 30 personen uit dit milieu. Deze kwamen in gevangenissen en concentratiekampen. Acht deelnemers werden tot het einde van de oorlog vermoord of stierven door mishandelingen.

## Overzicht
De Weiße Rose Hamburg bestond voor het grootste deel uit studenten en intelligentsia die uit een humanistisch gevormde grondhouding het nationaalsocialisme verwierpen. In het bijzonder in 1943, na de executie van Hans en Sophie Scholl en Christoph Probst, namen deelnemers van de Weiße Rose Hamburg de verspreiding van hun vlugschriften over. Centrale personen waren hierin de medicijnstudenten Margaretha Rothe en Albert Suhr, de filosofiestudenten Heinz Kucharski, Reynhold Meyer en Karl Ludwig Schneider als ook de boekhandelaar Hannelore Willbrandt. Bijzondere rollen vervulden de medicijnstudenten Traute Lafrenz en Hans Leipelt, die eerst aan de universiteit van Hamburg, daarna aan die van München studeerden en informatie over het studentenverzet daar aan de groepen in Hamburg konden overbrengen. In totaal ging het om ongeveer 50 deelnemers, die zich in een netwerk van persoonlijke en familiaire betrekkingen uit verschillende generaties bevonden. Niet alle deelnemers kenden elkaar. Van de zomer 1943 tot januari 1944 werden meer dan dertig leden hiervan gearresteerd. Naast actieve verzetsmensen werden vooral oudere mensen, ouders en vrienden van de jongeren getroffen. De beschuldigingen luidden onder andere voorbereiding tot hoogverraad, begunstiging van de vijand, ondermijning van de militaire kracht van het land.
Gedurende de arrestatie in gevangenissen en concentratiekampen werden acht van hen vermoord of stierven aan mishandelingen. In december 1943 en januari 1944 kwamen respectievelijk de scheikundige Katharine Leipelt en de huisvrouw Elisabeth Lange onder onopgehelderde omstandigheden in politiegevangenis Fuhlsbüttel om het leven. De student taalkunde en tevens boekhandelaar Reinhold Meyer stierf ook in Fuhlsbüttel in november 1944. De scheikundestudent Hans Leipelt werd 13 oktober 1944 ter dood veroordeeld en op 29 januari 1945 in München-Stadelheim geëxecuteerd. De studente medicijnen Margaretha Rothe stierf op 15 april 1945 aan de gevolgen van tuberculose. De assistentarts Friedrich Geussenhainer verhongerde in april of mei 1945 in concentratiekamp Mauthausen. De jurist Kurt Ledien en de huisvrouw Margarethe Mrosek werden in april 1945 in concentratiekamp Neuengamme zonder vorm van proces opgehangen.
Een onderzoek in januari 1945 tegen de groep voerde tot een aanklacht tegen 24 deelnemers door het volksgerichthof in Hamburg. Zes konden slechts op 17 en 20 april terechtstaan. De overigen verbleven intussen op bevrijd gebied, waaronder Traute Lafrenz die door Geallieerden was bevrijd uit een gevangenis in Bayreuth slechts enkele dagen voor haar proces.

## Leeskring van de Lichtwarkschool
Veel deelnemers van de  Weißen Rose Hamburg waren voormalige scholieren van de naar de principes van de Reformpedagogiek in 1914 gestichte Lichtwarkschool in Hamburg-Winterhude (stadsdeel in het noorden van Hamburg met tegenwoordig ongeveer 50.000 inwoners). De school legde zich in de eerste plaats toe op het stimuleren van de eigen activiteit, verantwoordelijkheid en zelfstandigheid van leerlingen in plaats van alleen de overdracht van leerstof. Dit was natuurlijk tegen het zere been van de nationaalsocialisten die juist blinde gehoorzaamheid eisten. De school werd daarom vanaf de machtsovername in 1933 ‘gelijkgeschakeld’, leidinggevenden ontslagen en in 1937 gesloten. Maar ook in de laatste jaren van haar bestaan bood zij haar leerlingen een humanistische basisvorming. Tot hen behoorden: 
- Margaretha Rothe (13 Juni 1919 in Hamburg - 15 April 1945 in Leipzig), die de Lichtwarkschool van november 1936 tot haar sluiting in maart 1937 bezocht. Zij studeerde vanaf 1939 medicijnen en werd één van de centrale personen in de verzetsgroep. Zij stierf aan de gevolgen van haar arrestatie.
- Traute Lafrenz (3 Mei 1919 in Hamburg - 6 maart 2023 in Yonges Island, South Carolina) was van 1933 of 1934 tot 1937 scholier in haar geboortestad. Later studeerde zij medicijnen, eerst aan de Universiteit Hamburg, vanaf 1939 in München. Zo werd zij de verbindingsschakel tussen de München en Hamburg.
- Heinz Kucharski (22 Juli 1919 in Hamburg - 8 oktober 2000 in Markranstädt) vanaf 1939 studeerde hij ethologie en indologie. Hij had een centrale rol in de groep.
- Lotte Canepa
- Karl Ludwig Schneider (25 september 1919 in Hamburg-Wellingsbüttel - 9 juli 1981 in Hamburg) bezocht de Lichtwarkschool vanaf 1935, vanaf de zomer 1940 studeerde hij filosofie en werd een belangrijke contactpersoon tussen verschillende verzetsgroepen.
- Howard Beinhoff was een Lichtwarkscholier, die zich later de aansloot.

De lerares Erna Stahl gaf vanaf 1930 les in Duits en geschiedenis. Zij maakte haar leerlingen daarbij enthousiast voor literatuur en kunstgeschiedenis, bevorderde vrij denken vooral bij culturele vraagstukken en richtte lees- en muziekkringen buiten de schooltijden op. Voorjaar 1935 werd zij ontslagen, maar zette buiten schooltijd haar gespreksuren met haar voormalige scholieren en geïnteresseerde vrienden voort. Na de oorlog gaven deelnemers aan hoe groot de indruk was geweest, die deze bijeenkomsten maakten: ‘een geschenk voor het leven’. Traute Lafrenz bericht in een interview in het jaar 2000:
‘Toen Erna Stahl ontslagen werd, heeft zij ons tot leesavonden uitgenodigd. Geschiedenis en toen veel niet toegestane schrijvers en kunstenaars hebben we op die wijze leren kennen. Eens heeft zij zelfs een reis met ons ondernomen om in Berlijn een uitvoering van het toneelstuk Faust van Goethe te zien. Maar het mooiste was toen zij met ons naar de Hamburger Kunsthalle ging: Emil Nolde, Wassily Kandinsky en Franz Marc kregen we te zien. Aan Marc heeft zij ons het Expressionisme verklaard.’
Heinz Kucharski schrijft in ‘Streiflichter aus dem Hamburger Widerstand, S. 388’:
‘Het was eerder een literair-filosofische atmosfeer met sterk religieuze inslag en onorthodox antroposofische achtergrond. Maandenlang stonden teksten uit de Bijbel, de Graalsage, Dante’s Goddelijke Komedie, gedichten van Romantici, van Rilke of van Albrecht Schäffer centraal, […]. De leesavonden droegen bij aan het bewustzijn dat alle humanistische waarden door de Nazi’s werden bedreigd en ze vroegen verzet van alle stromingen die door het Hitlerregime onderdrukt en vervolgd werden.’